# Manhattan (film)
Manhattan este o comedie romantică americană din 1979, regizată de Woody Allen despre un scriitor de texte de comedie în vârstă de 42 de ani divorțat de două ori, care are o relație cu o fată de 17 ani înainte de a se îndrăgosti în cele din urmă de amanta celui mai bun prieten al său. Scenariul filmului a fost scris de Allen și Marshall Brickman, care colaboraseră de asemenea cu succes la Annie Hall. Manhattan a fost filmat în alb-negru și pentru ecran panoramic 2.35:1.
Filmul a fost nominalizat pentru două premii Oscar: cea mai bună actriță în rol secundar (Mariel Hemingway) și cel mai bun scenariu original. El a câștigat Premiul BAFTA pentru cel mai bun film. Filmul a fost clasat pe locul 46 în lista  "100 Years...100 Laughs" a Institutului American de Film. În 2001, Biblioteca Congresului Statelor Unite ale Americii a considerat filmul "semnificativ din punct de vedere cultural" și l-a selectat pentru păstrarea în Registrul Național de Film.

## Rezumat
Filmul începe cu un montaj de imagini din Manhattan acompaniate de Rapsodia Albastră de George Gershwin. Isaac Davis (Woody Allen) este prezentat ca un om care scrie o carte despre dragostea sa pentru New York. El este un scriitor de scenarii pentru televiziune în vârstă de 42 de ani, divorțat de două ori, care se simte nemulțumit de slujba sa de scriitor de comedie. El se întâlnește cu Tracy (Mariel Hemingway), o fată de 17 ani care învață la Dalton School. Prietenul său cel mai bun, Yale (Michael Murphy), căsătorit cu Emily (Anne Byrne), are o aventură cu Mary Wilkie (Diane Keaton); fostul ei profesor și soț, Jeremiah (Wallace Shawn), apare și el. Fosta soție a lui Isaac, Jill (Meryl Streep), scrie o carte de dezvăluiri complete despre căsnicia lor. Jill se afișează acum ca lesbiană și trăiește cu partenera ei de sex feminin Connie (Karen Ludwig).
Când Isaac o întâlnește pe Mary, este surprins de snobismul ei cultural. Isaac o întâlnește din nou la un eveniment prilejuit de strângerea de fonduri la Muzeul de Artă Modernă din New York și o însoțește acasă într-o plimbare cu taxiul. Ei discută până la răsăritul soarelui într-o secvență care culminează cu o imagine iconică a Podului Queensboro. În ciuda atracției tot mai mari față de Mary, Isaac își continuă relația cu Tracy. Dar el subliniază că relația lor nu poate fi una serioasă și încurajează fata să meargă la Londra pentru a studia actoria. Într-o altă scenă iconică, la cererea lui Tracy, ei merg la o plimbare cu trăsura prin Central Park.
După ce Yale se desparte de Mary, el îi sugerează lui Isaac să se combine cu ea. Simțind dintotdeauna că Tracy era prea tânără pentru el, Isaac rupe relația cu ea, spre uimirea ei, și Mary se mută practic în apartamentul său. Emily este curioasă despre noua prietenă a lui Isaac, și după mai multe întâlniri dintre cele două cupluri, inclusiv unul în care Emily citește porțiuni din noua carte a lui Jill despre căsătoria ei cu Isaac, Yale o părăsește pe Emily și-și reia relația cu Mary. Simțindu-se trădat, Isaac se confruntă cu Yale la colegiul unde preda acesta, iar Yale susține că el a întâlnit-o primul pe Mary. Isaac răspunde prin discutarea relațiilor extraconjugale ale lui Yale cu Emily, dar ea crede că Isaac i-a prezentat-o pe Mary lui Yale. Ca un deznodământ, Isaac șade pe canapeaua lui, vorbind pentru un casetofon despre lucrurile care fac ca "viața să merite să fie trăită", iar elementul final este considerat "fața lui Tracy".
El pleacă din apartament și aleargă pe jos către locuința lui Tracy. El ajunge la apartamentul familiei ei, când ea pleca către Londra. El îi spune că ea nu trebuie să meargă și că el nu vrea ca "lucrul acela special" al ei să se schimbe. Ea îi răspunde că planurile au fost deja făcute și îl reasigură că "nu se va lăsa coruptă" înainte de a-i spune "Trebuie să ai încredere în oameni". El zâmbește forțat și sunt prezentate imaginile finale cu orizontul, cu niște acorduri din Rapsodia Albastră din nou. O versiune instrumentală a "Embraceable You" este cântată în timpul derulării distribuției finale.

## Distribuție
- Woody Allen - Isaac Davis
- Diane Keaton - Mary Wilkie
- Michael Murphy - Yale Pollack
- Mariel Hemingway - Tracy
- Meryl Streep - Jill
- Anne Byrne - Emily
- Michael O'Donoghue - Dennis
- Wallace Shawn - Jeremiah
- Karen Ludwig - Connie
- Charles Levin, Karen Allen și David Rasche - actori de televiziune
- Mark Linn-Baker și Frances Conroy - actori din piesele lui Shakespeare

## Coloana sonoră
Coloana sonoră este formată dintr-o serie de melodii de George Gershwin (adaptarea și aranjamentul îi aparține lui Tom Pierson).
Filarmonica din New York, sub bagheta lui Zubin Mehta, interpretează următoarele melodii:
- Rhapsody in Blue
- Love is Sweeping the Country
- Land of the Gay Caballero
- Sweet and Low Down
- I've Got a Crush on You
- Do-Do-Do
- Swonderful
- Oh, Lady be Good
- Strike Up the Band
- Embraceable You

Filarmonica din Buffalo, dirijată de Michael Tilson Thomas, interpretează următoarele melodii:
- Someone to Watch Over Me
- He Loves and She Loves Me
- But Not for Me

## Reacție
Manhattan a fost lansat în 29 de cinematografe din America de Nord la 25 aprilie 1979. El a adus încasări de 485.734 $ (16.749 $ pe cinematograf) în primul week-end și încasări totale de 39,9 milioane $, făcând ca filmul să devină al 17-lea film ca încasări din acel an. Filmul a fost prezentat în afara competiției la Festivalul de Film de la Cannes în mai 1979.
Filmul a primit recenzii în cea mai mare parte pozitive și deține în prezent un rating de 98% "Certified Fresh" pe situl Rotten Tomatoes.
Allen a fost numit cel mai bun regizor pentru filmul Manhattan de New York Film Critics Circle. National Society of Film Critics l-a numit pe Allen cel mai bun regizor, alături de Robert Benton care a regizat Kramer vs. Kramer. Filmul a fost nominalizat la Premiile Oscar pentru cea mai bună actriță în rol secundar (Mariel Hemingway) și cel mai bun scenariu original. El a câștigat Premiul BAFTA pentru cel mai bun film.
Filmul a fost clasat pe locul 46 în lista "100 Years...100 Laughs" a Institutului American de Film. Acest film este numărul 63 pe lista "100 Funniest Movies" a postului TV Bravo. În 2001, Biblioteca Congresului Statelor Unite ale Americii a considerat filmul "semnificativ din punct de vedere cultural" și l-a selectat pentru păstrarea în Registrul Național de Film. El este, de asemenea, clasat pe locul4 în topul celor mai bune 25 de comedii romantice de pe situl Rotten Tomatoes.
Recunoașteri din partea American Film Institute
- AFI's 100 Years...100 Movies – Nominalizat
- AFI's 100 Years...100 Laughs – #46
- AFI's 100 Years...100 Passions – #66
- AFI's 100 Years...100 Movie Quotes:
  - "I think people should mate for life, like pigeons or Catholics." – Nominalizat
- AFI's 100 Years...100 Movies (10th Anniversary Edition) – Nominalizat

Manhattan a inspirat cântecul "Remember Manhattan" scris de Richard Marx și Fee Waybill de pe albumul de debut al lui Marx.